# Punktsnäcka
Punktsnäcka (Punctum pygmaeum) är en snäckart som först beskrevs av Draparnaud 1801.  Punktsnäcka ingår i släktet Punctum, och familjen punktsnäckor. Arten är reproducerande i Sverige.

## Bildgalleri

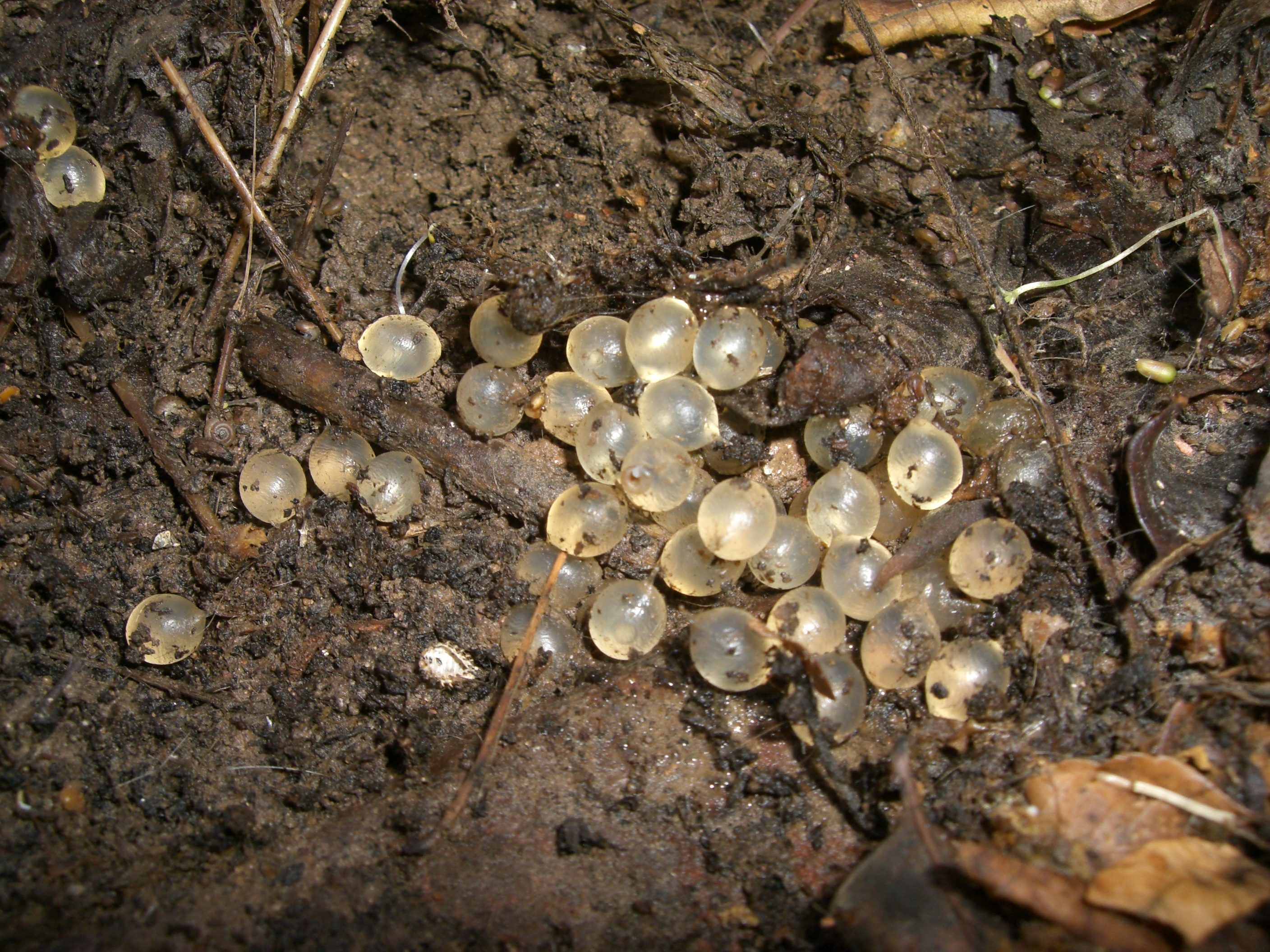